# Puerto Bolívar (Ecuador)
Puerto Bolivar è un porto marittimo che appartiene al cantone di Machala, nella provincia di El Oro, in Ecuador. Si tratta di uno dei principali porti di imbarco di banane la cui principale destinazione è l'Europa. Circa l'80% della produzione di banane in Ecuador viene spedita attraverso questo porto.
Il porto è stato chiamato così in onore del "Libertador" Simón Bolívar (1783-1830). Il 27 luglio 1941, Puerto Bolívar fu invaso per un breve periodo da un gruppo di paracadutisti peruviani, durante la guerra ecuadoriano-peruviana.